# Emilio Gómez Muriel
Emilio Gómez Muriel  (n. 22 mai 1910, San Luis Potosí, San Luis Potosí, Mexic – d. 25 ianuarie 1985, Ciudad de México, Mexic) a fost un prolific producător, scenarist și regizor de film mexican.

## Biografie
A studiat filozofia și literatura la Universitatea Națională Autonomă din Mexic (UNAM) și a decis să se dedice cinematografiei după o vizită în Statele Unite. A început cu un documentar pentru departamentul de Arte Plastice al Secretaría de Educación Pública (Secretariatul Educației Publice) cu ajutorul lui Fred Zinnemann. A fost regizorul și scenaristul a aproape 80 de filme, dintre care unele au câștigat premii în afara țării sale.

## Filmografie selectivă

### Regizor
- 1936 Redes
- 1944 La guerra de los pasteles
- 1944 La monja alférez
- 1945 La pajarera
- 1946 Crimen en la alcoba
- 1946 El sexo fuerte
- 1947 El ropavejero
- 1948 Ojos de juventud
- 1948 El gallero
- 1948 Nocturno de amor
- 1948 Yo soy tu padre
- 1949 Arriba el norte
- 1949 La mujer del puerto
- 1949 Las puertas del presidio
- 1949 La panchita

- 1950 Nosotras, las taquígrafas
- 1950 Entre tu amor y el cielo
- 1950 Pata de palo
- 1950 Sentencia
- 1950 Cuando acaba la noche
- 1950 La dama del alba
- 1951 Tercio de quites
- 1951 Anillo de compromiso
- 1951 Una gallega baila mambo
- 1951 Vivillo desde chiquillo
- 1952 La mujer que tu quieres
- 1952 Carne de presidio
- 1953 Cuatro horas antes de morir
- 1953 Padre nuestro
- 1953 Eugenia Grandet
- 1953 Un divorcio
- 1954 Un minuto de bondad
- 1954 El joven Juárez
- 1954 Ley fuga
- 1954 Las tres Elenas
- 1954 La ladrona
- 1955 La vida tiene tres días
- 1955 Maternidad imposible
- 1955 Historia de un abrigo de mink
- 1956 Llamas contra el viento
- 1956 Con quién andan nuestras hijas
- 1957 El gallo colorado
- 1958 El caso de una adolescente
- 1959 800 de leghe pe Amazoane

- 1960 La estrella vacía
- 1960 Simitrio
- 1962 Dos años de vacaciones
- 1963 Dos gallos y dos gallinas)
- 1963 Los apuros de dos gallos
- 1963 Tres palomas alborotadas
- 1964 Tres muchachas de Jalisco
- 1965 Canta mi corazón
- 1965 Nacidos para cantar
- 1966 Evadatul (El fugitivo)
- 1966 La cigüeña distraída
- 1966 Me cansé de rogarle
- 1967La perra
- 1967 Seis días para morir (La rabia)
- 1967 Rocambole contra la secta del escorpión
- 1967 Rocambole contra las mujeres arpías
- 1968 Báñame mi amor
- 1968 Blue Demon destructor de espías
- 1968 Cinco en la cárcel
- 1968 Esclava del deseo
- 1968 El corrido del hijo desobediente
- 1968 La cama
- 1968 La endemoniada
- 1969 Santa

- 1970 Flor de durazno ()
- 1970 La buscona (1970)
- 1970 La mentira (1970)
- 1971 En esta cama nadie duerme (1971)
- 1971 Los corrompidos (1971)
- 1971 Los dos hermanos (1971)
- 1972 Basuras humanas (1972)
- 1972 Todos los pecados del mundo (1972)
- 1974 El payo - un hombre contra el mundo! (1974)

### Scenarist
- 1936 Redes (scriitor)
- 1938 La adelita (scriitor)
- 1944 La guerra de los pasteles (adaptare și dialog)
- 1945 Bésame mucho (scriitor)
- 1945 La pajarera (scriitor)
- 1946 Crimen en la alcoba (scenariu)
- 1948 El gallero (scriitor)
- 1949 La mujer del puerto (scriitor)
- 1949 Las puertas del presidio (scriitor)
- 1949 La panchita (povestirea)

- 1950 La dama del alba (scriitor)
- 1953 Padre nuestro (scenariu)
- 1953 Eugenia Grandet (adaptare, dialog și scenariu)
- 1953 Un divorcio (scenariu)
- 1954 El joven Juárez (scenariu)
- 1954 Ley fuga (scenariu)
- 1955 Maternidad imposible (adaptare și dialog)
- 1956 Con quién andan nuestras hijas (scenariu)
- 1959 800 de leghe pe Amazoane (800 leguas por el Amazonas) (scenariu)

- 1960 Simitrio (scenariu)
- 1960 La estrella vacía (scriitor)
- 1962Dos años de vacaciones (scriitor)
- 1963 Tres palomas alborotadas (scriitor)
- 1963 Los apuros de dos gallos (scenariu)
- 1963 Dos gallos y dos gallinas (povestirea și scenariul)
- 1964 La sombra del mano negra (povestirea și scenariul)
- 1964 Los hermanos Barragán (adaptare)
- 1964 Tres muchachas de Jalisco (scriitor)
- 1964 Neutrón contra el criminal sádico (povestirea și scenariul)
- 1965 Los asesinos del karate (scenariu)
- 1965 Canta mi corazón (povestirea)
- 1965 Gigantes planetarios (scenariu)
- 1966 El fugitivo (povestirea și scenariul)
- 1966 El planeta de las mujeres invasoras (scriitor)
- 1966 La mano que aprieta (scriitor)
- 1966 Los endemoniados del ring (scenariu)
- 1966 Me cansé de rogarle (scriitor)
- 1967 Rocambole contra la secta del escorpión (povestirea)
- 1967 Rocambole contra las mujeres arpías (povestirea)
- 1968 Pasaporte a la muerte (povestirea)
- 1968 Blue Demon destructor de espías (povestirea)
- 1969 Santa (scriitor)
- 1970 La mentira (adaptare)

### Producător
- 1933 El tigre de Yautepec (producător asociat)
- 1942 Floare de câmp (Flor silvestre) (producător asociat)
- 1942 La virgen que forjó una patria
- 1943 Distinto amanecer

- 1956 Con quién andan nuestras hijas
- 1957 El gallo colorado
- 1957 ¡Aquí están los aguilares!
- 1958 El caso de una adolescente
- 1959  800 de leghe pe Amazoane
- 1959 La venenosa

- 1960 Simitrio
- 1960 Dos hijos desobedientes
- 1962 Neutrón el enmascarado negro
- 1963 Tres palomas alborotadas ([[]])
- 1963 Los apuros de dos gallos (producător asociat)
- 1963 Dos gallos y dos gallinas
- 1964 La sombra del mano negra
- 1964 Los hermanos Barragán
- 1964 Tres muchachas de Jalisco
- 1964Neutrón contra el criminal sádico
- 1965 Los asesinos del karate
- 1965 Canta mi corazón
- 1965 Gigantes planetarios
- 1966 Muchachos impacientes
- 1966 La mano que aprieta
- 1966 Los endemoniados del ring
- 1966 El planeta de las mujeres invasoras
- 1967 Rocambole contra la secta del escorpión
- 1967 Rocambole contra las mujeres arpías
- 1967 La perra
- 1968 Pasaporte a la muerte
- 1968 Cinco en la cárcel
- 1968 La cama
- 1968 Blue Demon destructor de espías
- 1968 El corrido de El hijo desobediente
- 1968 La endemoniada
- 1968 Esclava del deseo

- 1970 La buscona
- 1970 Flor de durazno
- 1970 La mentira
- 1971 Los dos hermanos (producător asociat)
- 1971 En esta cama nadie duerme
- 1971 Los corrompidos
- 1972 Basuras humanas
- 1972 Todos los pecados del mundo
- 1975 La montaña del diablo
- 1975 Los caciques

### Supervisor de producție
- 1943 Floare de câmp (Flor silvestre), regizor Emilio Fernández